# Mieczysław Szurmiak

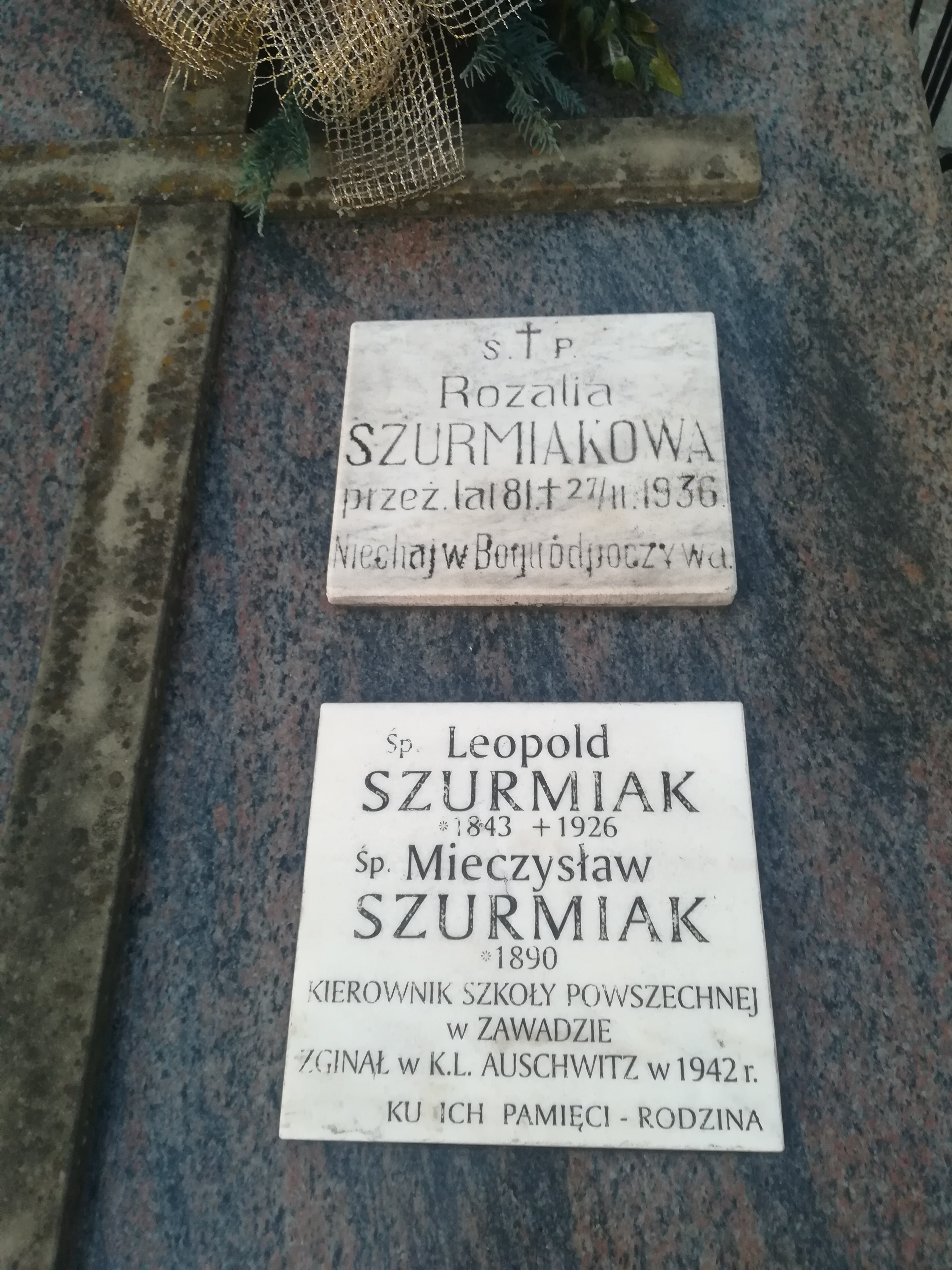
Symboliczny grób na cmentarzu w Nowym Sączu-Zawadzie

Mieczysław Szurmiak (ur. 7 lutego 1890 w Krośnie, zm. 10 stycznia 1942 w KL Auschwitz) – polski nauczyciel, literat i publicysta, regionalista i działacz społeczny.

## Życiorys
Mieczysław Szurmiak ukończył Seminarium Nauczycielskie w Krośnie. Podczas I wojny światowej był żołnierzem armii austro-węgierskiej, walczył na froncie rosyjskim, gdzie dostał się do niewoli. Po powrocie z niej, w 1918 roku ożenił się z Felicją Konarską. Przez pewien czas pracował w Międzyrzecu Podlaskim, w 1921 roku został kierownikiem szkoły powszechnej w Zagorzynie na Sądecczyźnie. Był członkiem PSL „Piast”, działaczem Towarzystwa Szkoły Ludowej i Związku Strzeleckiego. Po przewrocie majowym wstąpił do BBWR. Od 1929 roku pracował w Jamnicy, potem w Zawadzie.
Publikował w tygodniku „Głos Podhala” i miesięczniku „Młoda Polska”. Pisał utwory sceniczne przeznaczone dla amatorskich teatrów ludowych, między innymi Złoty zamek, Letniki jadą, Zbrodnia, Gdy baba rządzi, opowiadania i wiersze. W 1935 roku został uhonorowany Srebrnym Wawrzynem Akademickim. W połowie lat 30. zaangażował się w organizację „Święta Gór”, które po raz pierwszy odbyło się w sierpniu 1935 roku w Zakopanem. Zespół regionalny kierowany przez Mieczysława Szurmiaka reprezentował na nim z sukcesami Nowy Sącz. Na kolejnych „Świętach Gór” również zdobywał nagrody, a w 1938 roku reprezentował polskich górali na międzynarodowym kongresie folklorystycznym w Hamburgu.
W latach 1936–1939 pełnił funkcję prezesa nowosądeckiego oddziału Małopolskiego Towarzystwa Rolniczego. W 1937 roku razem z Mieczysławem (Czciborem)  Cholewą organizował Związek Górali Ziemi Sądeckiej. Podczas okupacji zaangażował się w działalność konspiracyjną. Aresztowany w marcu 1941 roku, był więziony w Nowym Sączu i Tarnowie. 5 kwietnia został przewieziony do obozu koncentracyjnego Auschwitz (numer obozowy 11505). Poddany wyniszczającej pracy fizycznej zmarł 10 stycznia 1942 roku, prawdopodobnie na tyfus.

## Odznaczenia
- Srebrny Wawrzyn Akademicki (5 listopada 1935)[1].